# Linh dương Speke
Linh dương Speke (Gazella spekei) là một loài động vật có vú trong họ Bovidae, bộ Artiodactyla. Loài này được Blyth mô tả năm 1863.

## Hình ảnh

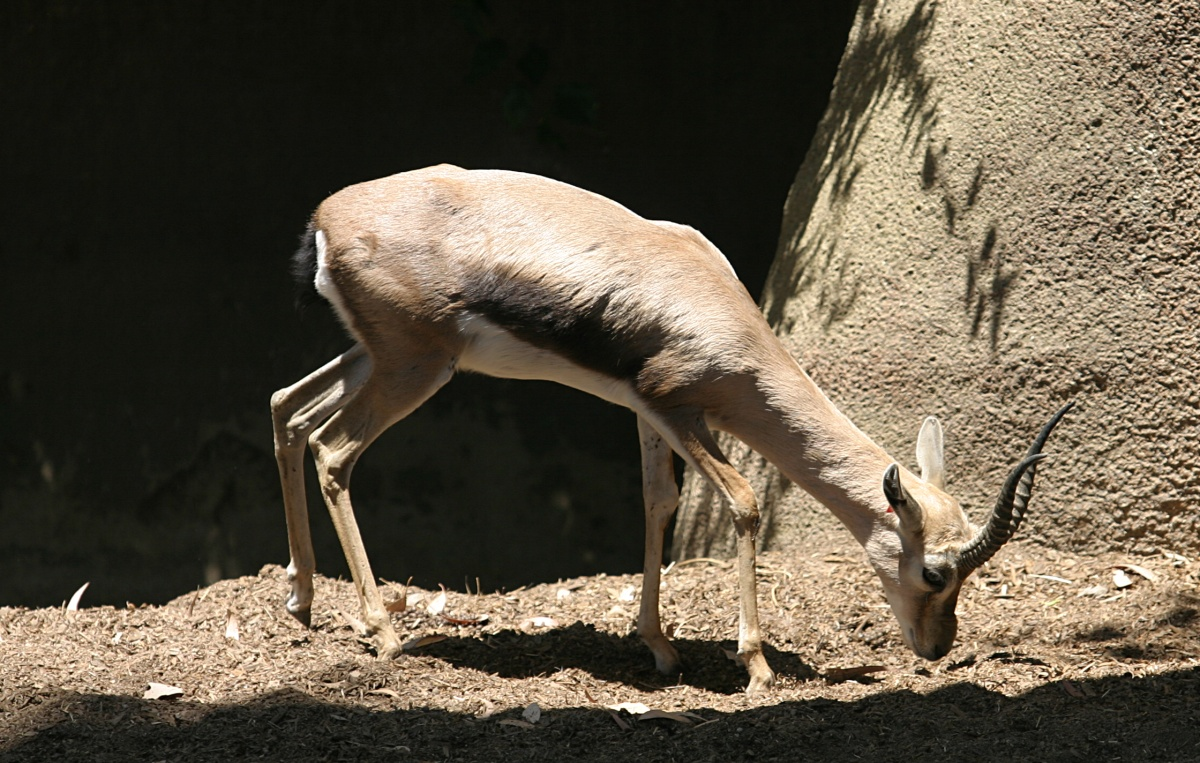
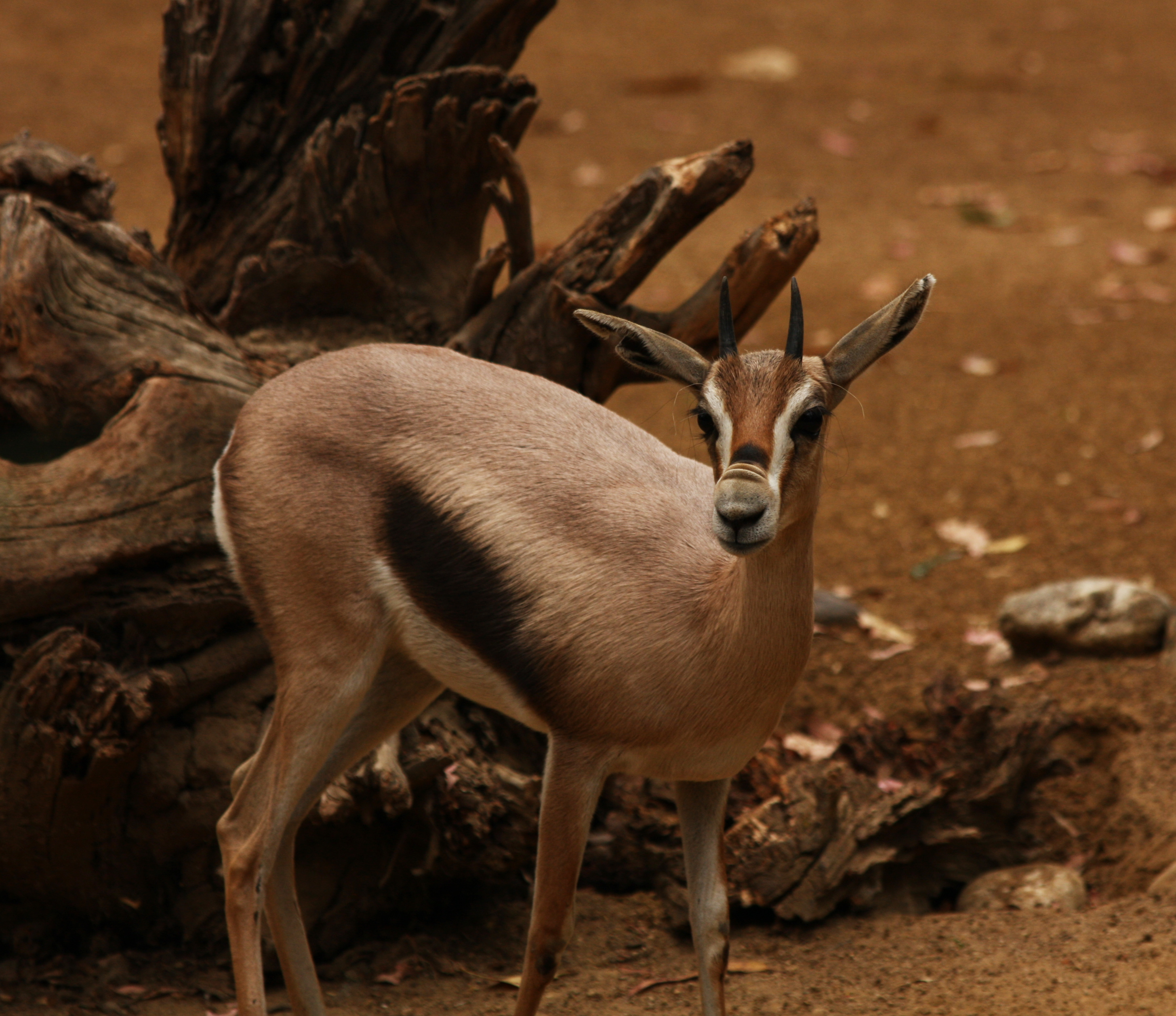
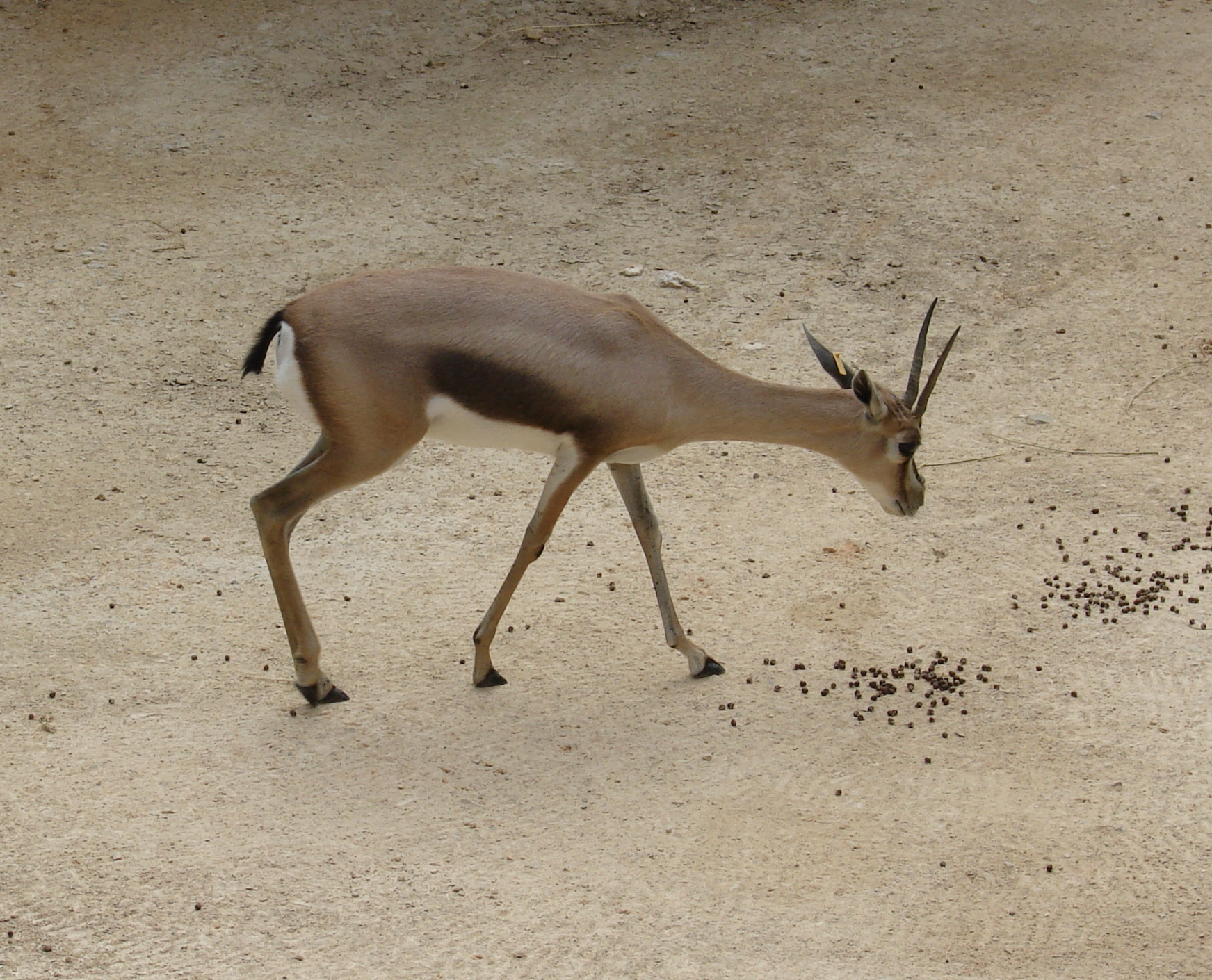
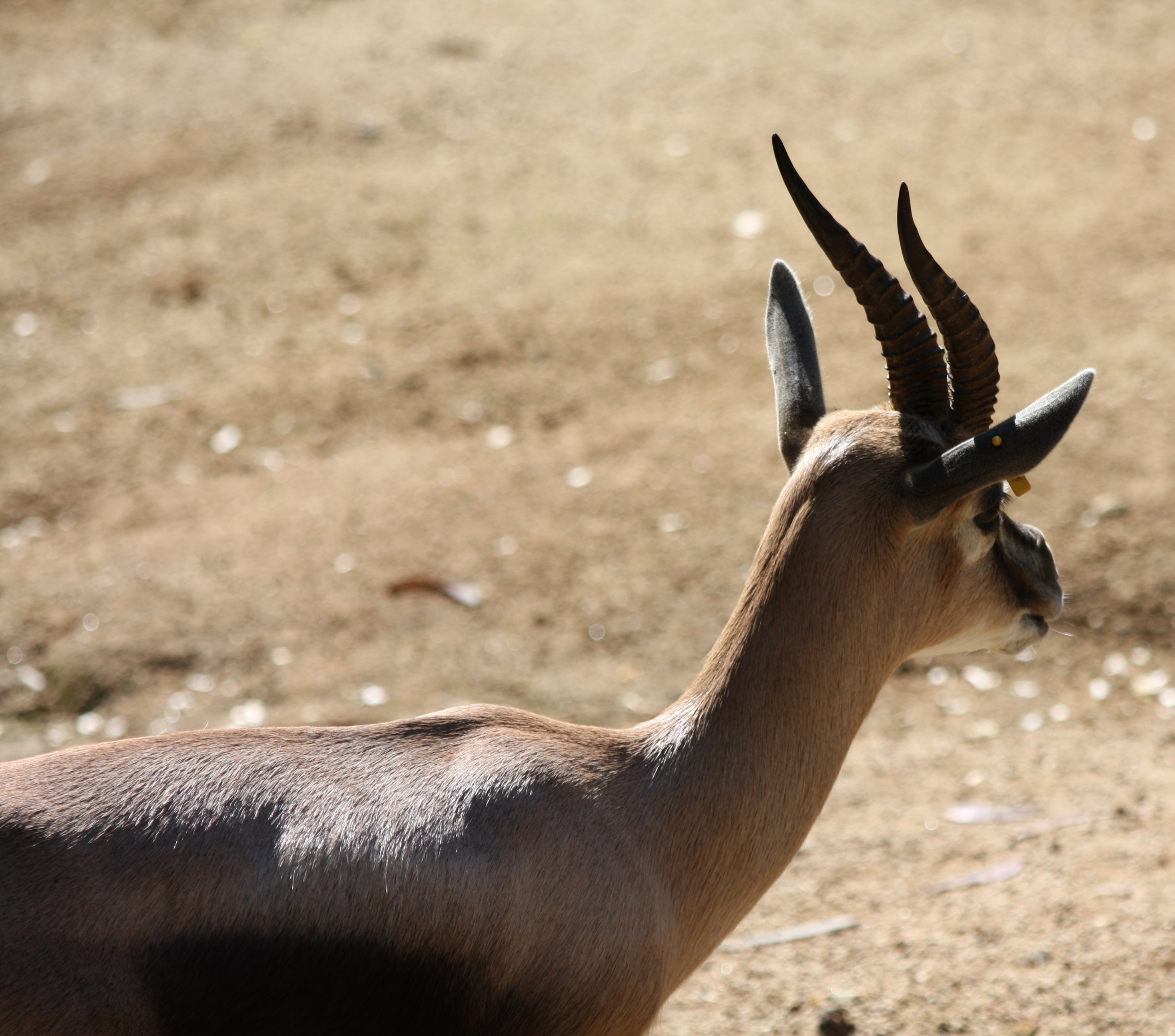